# Кикирешко, Алексей Викторович
Алексе́й Ви́кторович Кикире́шко (укр. Олексій Вікторович Кікірешко; 20 февраля 1977 года, Белгород-Днестровский, Одесская область, Украинская ССР) — украинский профессиональный автогонщик. С 2014 по 2018 год — владелец, президент и игрок футбольного клуба «Арсенал-Киев».

## Результаты в чемпионате мира

### Зачет WRC
| Год  | Участник                  | Автомобиль                   | 1        | 2      | 3      | 4        | 5        | 6        | 7        | 8        | 9        | 10       | 11       | 12     | 13       | Поз. | Очки |
| ---- | ------------------------- | ---------------------------- | -------- | ------ | ------ | -------- | -------- | -------- | -------- | -------- | -------- | -------- | -------- | ------ | -------- | ---- | ---- |
| 2011 | Mentos Ascania Racing     | Mitsubishi Lancer Evo IX     | ШВЕ Сход | МЕК    | ПОР 30 | ИОР      | ИТА      | АРГ      | ГРИ      | ФИН 51   | ГЕР      | АВС Сход | ФРА      | ИСП 35 | ВЕЛ 23   | н/к  | 0    |
| 2012 | Mentos Ascania Racing     | Mitsubishi Lancer Evo IX     | МОН      | ШВЕ    | МЕК    | ПОР      | АРГ Сход | ГРИ Сход | НОЗ Сход | ФИН      | ГЕР Сход | ВЕЛ      | ФРА      | ИТА 20 | ИСП 40   | н/к  | 0    |
| 2013 | Oleksiy Kikireshko        | Mini John Cooper Works S2000 | МОН      | ШВЕ 18 | МЕК    |          |          |          |          |          |          |          |          |        |          | н/к  | 0    |
| 2013 | Mentos Ascania Racing     | Mini John Cooper Works S2000 |          |        |        | ПОР Сход | АРГ      | ГРИ 19   | ИТА Сход | ФИН 20   | ГЕР      | АВС      | ФРА Сход | ИСП    | ВЕЛ Сход | н/к  | 0    |
| 2014 | Oleksiy Kikireshko        | Mini John Cooper Works S2000 | МОН      | ШВЕ    | МЕК    | ПОР Сход | АРГ      | ИТА      | ПОЛ      |          |          |          |          |        |          | н/к  | 0    |
| 2014 | Oleksiy Kikireshko        | Ford Fiesta R5               |          |        |        |          |          |          |          | ФИН Сход | ГЕР      | АВС      | ФРА      | ИСП    | ВЕЛ      | н/к  | 0    |
| 2015 | Eurolamp World Rally Team | Mini John Cooper Works S2000 | МОН      | ШВЕ 24 | МЕК    | АРГ      | ПОР      | ИТА      | ПОЛ      | ФИН      | ГЕР      | АВС      | ФРА      | ИСП    | ВЕЛ      | н/к* | 0*   |

### Зачет P-WRC
| Год  | Участник              | Автомобиль               | 1        | 2      | 3        | 4        | 5        | 6        | 7     | 8      | Поз. | Очки |
| ---- | --------------------- | ------------------------ | -------- | ------ | -------- | -------- | -------- | -------- | ----- | ------ | ---- | ---- |
| 2011 | Mentos Ascania Racing | Mitsubishi Lancer Evo IX | SWE Сход | POR 11 | ARG      | FIN 7    | AUS Сход | ESP 9    | GBR 6 |        | 14-й | 14   |
| 2012 | Mentos Ascania Racing | Mitsubishi Lancer Evo IX | MON      | MEX    | ARG Сход | GRE Сход | NZL Сход | GER Сход | ITA 5 | ESP 11 | 11-й | 10   |

### Зачет WRC 2
| Год  | Участник                  | Автомобиль                   | 1   | 2     | 3   | 4        | 5   | 6     | 7        | 8        | 9   | 10  | 11       | 12  | 13       | Поз.  | Очки |
| ---- | ------------------------- | ---------------------------- | --- | ----- | --- | -------- | --- | ----- | -------- | -------- | --- | --- | -------- | --- | -------- | ----- | ---- |
| 2013 | Mentos Ascania Racing     | Mini John Cooper Works S2000 | MON | SWE   | MEX | POR Сход | ARG | GRE 9 | ITA Сход | FIN 8    | GER | AUS | FRA Сход | ESP | GBR Сход | 33-й  | 6    |
| 2014 | Oleksiy Kikireshko        | Ford Fiesta R5               | MON | SWE   | MEX | POR      | ARG | ITA   | POL      | FIN Сход | GER | AUS | FRA      | ESP | GBR      | н/к   | 0    |
| 2015 | Eurolamp World Rally Team | Mini John Cooper Works S2000 | MON | SWE 8 | MEX | ARG      | POR | ITA   | POL      | FIN      | GER | AUS | FRA      | ESP | GBR      | 25-й* | 4*   |